# شیکان‌تازا
شیکان‌تازا یکی از سنت‌های ذاذن است که در این سنت، شخص بر لبهٔ ذندو می‌نشیند و جهت صورت خود را رو به بیرون قرار می‌دهد تا حواس دیگر ذاذن‌گران را پرت نکند. در این حالت چیزی برای جلب حواس به‌خود وجود ندارد و نشستن و تنها نشستن هدف است.